# Münster-West
Münster-West ist ein Stadtbezirk (mit der Nummer 5) der Stadt Münster in Nordrhein-Westfalen (Bundesrepublik Deutschland) mit einer Fläche von 83,07 km². Er umfasst die Wohnbereiche Sentrup (in der Hauptsatzung als Sentruper Höhe bezeichnet) und die ehemals selbständigen Gemeinden Albachten, Gievenbeck, Mecklenbeck, Nienberge mit Häger, Schonebeck und Uhlenbrock, sowie Roxel mit Altenroxel und Oberort. Der Verwaltungssitz der Bezirksverwaltung West befindet sich in Roxel. Zum 31. Dezember 2019 betrug die offizielle Einwohnerzahl 61.382 Einwohner.

## Politik
- Linke: 1
- SPD: 3
- Grüne: 6
- Volt: 1
- FDP: 1
- CDU: 7

Die Bezirksvertretung West besteht aus 19 Mitgliedern, die alle 5 Jahre bei den Kommunalwahlen in Nordrhein-Westfalen neu gewählt werden. Ihre Aufgabe ist es, an der Gestaltung der Kommunalpolitik im Bereich des Stadtbezirks Mitte mitzuwirken. Die Bezirksvertretung wählt aus ihrem Kreis einen Bezirksbürgermeister und Stellvertreter.
Jörg Nathaus von den Grünen wurde nach der Kommunalwahl 2020 zum Bezirksbürgermeister gewählt. Stellvertreter stellten CDU und SPD. Obwohl die CDU stärkste Fraktion wurde, gibt es in der BV West – analog zum Stadtrat – eine Bündnismehrheit von SPD, Grünen und Volt.
Am 20. April 2023 wurde Stephan Brinktrine von einem Bündnis aus Grünen, SPD, Volt und Die Linke erneut zum Bezirksbürgermeister gewählt, nachdem Jörg Nathaus seinen Rückzug erklärt hatte. Peter Wolfgarten blieb 1. stellvertretender Bezirksbürgermeister, Dr. Hedwig Wening von den Grünen übernahm den Posten der 2. stellvertretenden Bezirksbürgermeisterin.
Bei Stadtratswahlen sind dem Bezirk-West die Kommunalwahlbezirke 27–33 zugeordnet. Von diesen Wahlkreisen gingen 2020 diejenigen in Sentrup und Gievenbeck-Nord an die Grünen, während die weiter außen gelegenen Direktmandate an die CDU gingen. West ist damit der einzige Stadtbezirk – neben Mitte – in dem die Grünen Wahlkreise gewinnen konnten.